# Azadlıq prospekti (stanice metra v Baku)
Azadlıq prospekti je stanice na lince 2 metra v Baku, která se nachází mezi stanicemi Nəsimi a Dərnəgül. Stanice byla otevřena 30. prosince 2009.